# Milan-San Remo 1912
La 6e édition de la course cycliste, Milan-San Remo a eu lieu le 31 mars 1912 et a été remportée par le Français Henri Pélissier. 

## Classement final
|    | Cycliste            | Pays     | Équipe         | Temps           |
| -- | ------------------- | -------- | -------------- | --------------- |
| 1  | Henri Pelissier     | France   | Alcyon-Dunlop  | 9 h 44 min 30 s |
| 2  | Gustave Garrigou    | France   | Alcyon-Dunlop  | + 0 s           |
| 3  | Jules Masselis      | Belgique | Alcyon-Dunlop  | + 0 s           |
| 4  | Ezio Corlaita       | Italie   | Fiat           | + 0 s           |
| 5  | André Blaise        | Belgique | -              | + 0 s           |
| 6  | Dario Beni          | Italie   | Bianchi        | + 1 min 45 s    |
| 7  | Louis Heusghem      | Belgique | Alcyon-Dunlop  | + 1 min 45 s    |
| 8  | Carlo Durando       | Italie   | Peugeot-Wolber | + 1 min 45 s    |
| 9  | Leopoldo Torricelli | Italie   | Maino          | + 1 min 45 s    |
| 10 | Carlo Galetti       | Italie   | -              | + 1 min 45 s    |